# 查尔斯·刘易斯·蒂芙尼

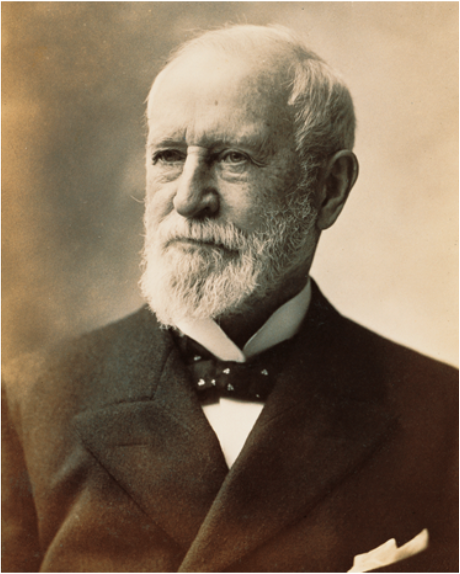
查尔斯·刘易斯·蒂芙尼

查尔斯·刘易斯·蒂芙尼(英語：Charles Lewis Tiffany，1812年2月15日—1902年2月18日) 是一位美国商人和珠宝商，他于1837年创立蒂芙尼公司。蒂芙尼還是大都會藝術博物館的赞助人。蒂芙尼于1878年被授予法國榮譽軍團勳章。